# 孤注一掷：阿森纳
《孤注一掷：阿森纳》（英語：All or Nothing: Arsenal）是亚马逊原创体育纪录片，也是公司《孤注一掷》品牌的一部分。系列片记录了英超球队阿森纳在2021至22赛季的比赛中取得的进步，他们是英超联赛中最年轻的球队。